# Франклин-стрит (Чапел-Хилл)
Франклин-стрит (англ. Franklin Street) ― одна из главных улиц в городе Чапел-Хилл, штат Северная Каролина, США. Также считается одним из центров общественной жизни Университета Северной Каролины в Чапел-Хилле.
На улице находятся многочисленные кафе, рестораны, музеи, книжные магазины, музыкальные магазины и бары. Жизнь здесь кипит и ночью, часто проводятся различные культурные мероприятия и общественные праздники.

## География
Длина улицы составляет пять километров. Принято разделять её на две части ― западную и восточную. Западный Франклин начинается на пересечении Саут-Меррит-Милл-роуд, в месте, где заканчивается улица Ист-Мейн-стрит города Каррборо . Оттуда он продолжается на восток-северо-восток через исторический деловой район города на Колумбия-стрит, где переходит в Восточный Франклин. Восточный Франклин продолжает свой прямой путь через деловой район, минуя университетский кампус, а затем поворачивая на север, «вниз по склону» через некоторые исторические кварталы Чапел-Хилла. Заканчивается он чуть поодаль от Эфес-Черч-роуд, где она переходит в шоссе 15-501, идущее направлении Дарема.

## Культурное наследие

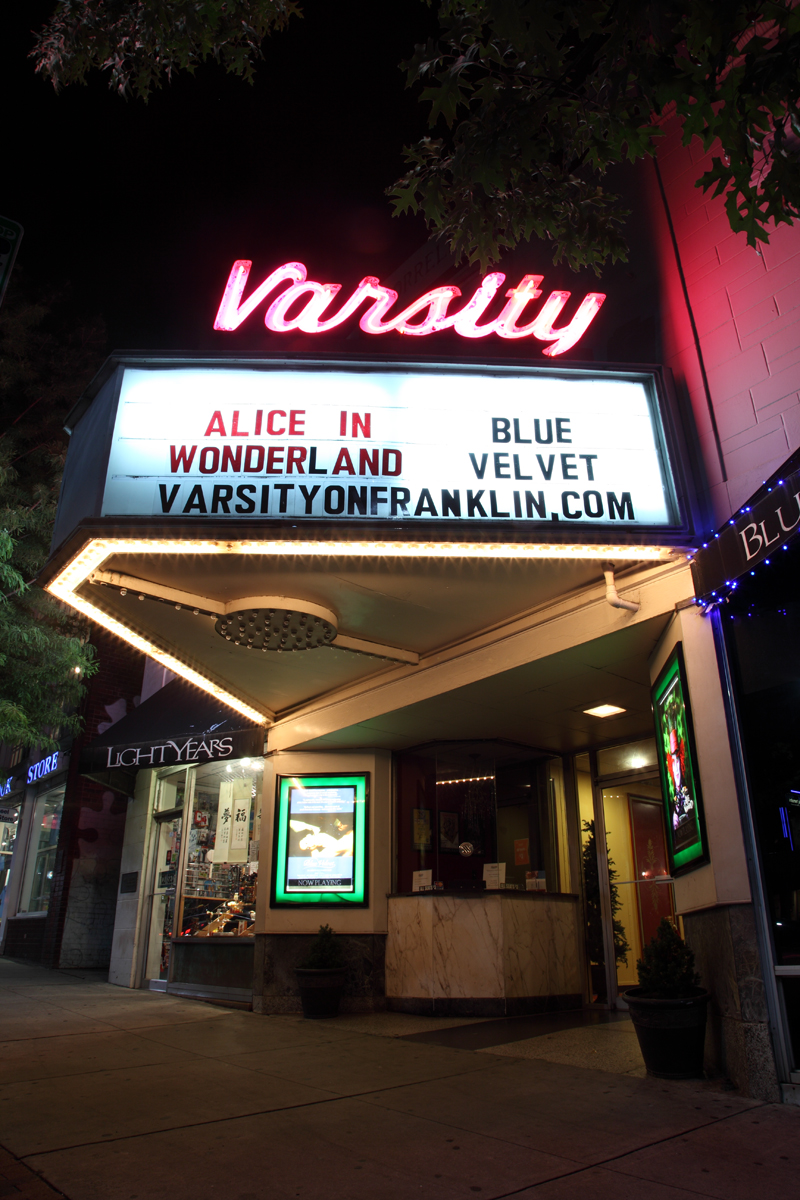
Театр Варсити

Улица, названная в честь Бенджамина Франклина комиссарами Университета (Франклин был сторонником практического образования молодежи), известна под своим нынешним названием с 1790-х годов, когда началось строительство университета. Участок улицы от Колумбия-стрит до Роли-стрит граничит с кампусом университета, откуда открывая вид на лесистую местность Маккоркл-плейс.
К востоку от кампуса вдоль Франклин-стрит располагаются несколько исторических домов Чапел-Хилла, том числе Дом ректора, Дом Сэмюэля Филлипса, Дом Спенсера, Дом вдовы Пакетт, Дом Хупер-Кизера, Дом пресвитерианского пастора, Дом Кеннетт, Дома Арчибальда-Хендерсона и здание первой в городе адвокатской конторы (известной как «адвокатская контора мистера Сэма», ныне ― частная резиденция). Драматург Пол Грин, удостоившись Пулитцеровской премии в 1927 году, также приобрёл дом в восточной части Франклин-стрит. Экспозиция, посвящённая Полу Грину, ныне находится в Музее Чапел-Хилла, который также находится на Франклин-стрит.
Изначальное здание средней школы Чапел-Хилла располагалось на Франклин-стрит вплоть до середины 1960-х годов и отмены расовой сегрегации, после чего оно было снесено, а вместо него было построено другое здание в центре города. На месте бывшей школы сейчас располагается торговый центр. Школа для белых детей объединилась со школой для афроамериканцев, образовав новую среднюю школу Чапел-Хилла.